# Давуд Ібрагім
Давуд Ібрагім (англ. Dawood Ibrahim; (26 грудня 1955 , caratulad, Бомбей )) — кримінальний авторитет і наркоторговець з Мумбаї, що проживає в Дубаї і очолює організовану злочинну групу (ОЗУ) D-Company, засновану в Мумбаї в 1970-х роках.
Давуд Ібрагім розшукується за звинуваченнями у вбивствах, вимаганнях, цільових вбивствах, незаконному обігу наркотиків, тероризмі та інших правопорушеннях. У 2003 році уряди Індії та США назвали Давуда Ібрагіма міжнародним терористом за його передбачувану роль у вибухах у Бомбеї в 1993 році і оголосили винагороду в сумі 25 мільйонів доларів США за його затримання .
У 2011 році Федеральне бюро розслідувань і журнал Forbes поставили Давуда третім номером у списку 10 найбільш розшукуваних злочинців світу.

## Ранній період життя
Народився 26 грудня 1955 року в мусульманській родині конкані в окрузі Ратнагірі (сучасний штат Махараштра) . Його батько Ібрагім Каскар служив начальником поліції Мумбаї, а мати Аміна була домогосподаркою . Давуд Ібрагім жив у районі Темкар-Мохалла в Донгрі, відвідував середню школу Ахмеда Сейлора, яку потім покинув. У Донгрі він вперше перетнувся з ОЗУ Хаджі Мастана, після того, як той здійснив напад на двох людей Ібрагіма . У 1970-х роках Ібрагім разом зі своїм братом Шабір Ібрагім створив організовану злочинну групу D-Company .

## Життєпис
Вважається, що Давуд Ібрагім контролює більшу частину хавали, неформальної фінансово-розрахункової системи на основі взаємозаліку вимог та зобов'язань між брокерами, що використовується переважно на Середньому Сході, в Африці та Азії . Багато операцій хавали здійснюються в Індії .
Міністерство фінансів США оголосило Давуда Ібрагіма терористом і наклало на нього міжнародні санкції силами Управління з контролю за іноземними активами, фактично заборонивши фінансовим організаціям США працювати з ним та конфіскувавши активи, які, як вважається, перебували під його контролем. Міністерство фінансів США відстежує діяльність Давуда Ібрагіма, а також публікує інформацію про те, що його ОЗУ має маршрути для доставки контрабанди з Південної Азії, Близького Сходу та Африки, якими, зокрема, користується терористична організація Аль-Каїда. У повідомленнях міністерства фінансів США також йдеться, що ОЗУ Давуда Ібрагіма бере участь у великомасштабних постачаннях наркотичних засобів до Великої Британії та інших країн Західної Європи . Також вважається, що він мав контакти з лідером Аль-Каїди Усамою бен Ладеном . Наприкінці 1990-х років Давуд Ібрагім прибув до Афганістану, де йому надав протекцію ісламський рух Талібан . ОЗУ D-Company ставило своїм завданням дестабілізувати уряд Індії за допомогою організації заворушень, терористичних актів та акцій громадянської непокори .
У 2006 році уряд США зробив заяву, що планує подати звернення до Організації Об'єднаних Націй з проханням, щоб усі держави-члени ООН заморозили активи Давуда Ібрагіма та наклали заборону на його перебування. Заступник помічника міністра боротьби з фінансуванням тероризму та фінансових злочинів США Хуан Зарате заявив, що країна намагається виявити та перервати фінансові зв'язки між тероризмом і злочинним світом . Давуд Ібрагім підозрюється у зв'язках з терористичними організаціями, а 2002 року фінансував екстремістську діяльність у Гуджараті з боку Лашкаре-Тайба. У 2006 році уряд Індії передало Пакистану список з 38 злочинців країни, що найбільш розшукуються, включаючи Давуда Ібрагіма .
21 листопада 2006 року повідомлялося, що десятьох членів ОЗУ Давуда Ібрагіма було заарештовано кримінальною поліцією Мумбаї. Вони були екстрадовані з Об'єднаних Арабських Еміратів . В 2008 році видання India Today повідомило, що Давуд Ібрагім надав матеріально-технічне забезпечення для терористичної атаки на Мумбаї . Потім інформаційні агентства повідомили про вбивство кримінального авторитету Шираза Асгара Алі через переділ сфер впливу в індійському кримінальному світі . У 2013 році уряд Непалу заморозив активи 224 осіб та 64 організацій пов'язаних з Давудом Ібрагімом у рамках кампанії з боротьби з відмиванням злочинних грошей . У 2013 році колишній індійський гравець у крикет Діліп Венгскаркар заявив, що в 1986 році Давуд Ібрагім зайшов у роздягальню індійської команди в Шарджі і запропонував кожному індійському гравцю автомобіль, якщо вони переможуть збірну Пакистану у фіналі Кубка Шарджі .

## Вибухи у Бомбеї
Широко поширена думка, що Давуд Ібрагім організував вибухи у Бомбеї у березні 1993 року. У 2003 році уряди Індії та Сполучених Штатів Америки оголосили його міжнародним терористом, а заступник прем'єр-міністра Індії Лал Крішна Адвані назвав цей факт важливою подією. Давуд Ібрагім зараз перебуває в Списку злочинців Індії, що найбільш розшукуються .
У червні 2017 року індійський політик і юрист Рам Джетмалані підтвердив, що після вибухів у Бомбеї Давуд Ібрагім зателефонував йому з Лондона і заявив, що готовий приїхати до Індії і постати перед судом за умови, що його не будуть катувати в поліції . Рам Джетмалані передав цю інформацію видному політичному діячеві Махараштри Шараду Павару, але індійська влада відхилила пропозицію Ібрагіма. Рам Джетмалані заявив, що відмова у наданні гарантій безпеки Давуду Ібрагіму пов'язана з тим, що індійські політики побоюються тієї інформації, яку про них може розповісти Ібрагім .

## Місцезнаходження
За деякими даними Давуд Ібрагім проживав у Пакистані, а потім переїхав до Об'єднаних Арабських Еміратів . Згідно із заявами індійської влади Давуд Ібрагім перетнув афгано-пакистанський кордон, оскільки Міжвідомча розвідка Пакистану вкрай насторожено поставилася до американо-індійської співпраці у боротьбі з тероризмом і не ризикнула прикривати його . 5 травня 2015 року депутат Харібхай Партібхай Чаудхарі заявив у Локе сабхі (нижній палаті індійського парламенту), що точне місцезнаходження Давуда Ібрагіма невідоме . Проте, 11 травня 2015 року міністр внутрішніх справ Індії Раджнатх Сінгх заявив у парламенті, що Давуд Ібрагім перебуває в Пакистані і він доставить його до Індії .
22 серпня 2015 року індійський телеканал Times Now повідомив, що Давуд Ібрагім знаходиться в Карачі . На сайті телеканалу було опубліковано стенограми розмов, в одній з яких невідома жінка повідомила, що є дружиною Давуда і «він спить», а в другій стенограмі зазначено, що вона заперечує факт знайомства і не знає нікого на ім'я «Давуд Ібрагім» .
У серпні 2015 року уряд Індії підготував досьє для передачі Пакистану, в якому повідомлялося, що Давуд Ібрагім має дев'ять резиденцій у Пакистані, а також три пакистанські паспорти для подорожей .
У травні 2015 року статки Давуда Ібрагіма оцінювався приблизно в 6,7 млрд доларів США .

## Родина
У 2006 році його донька Махрух Ібрагім вийшла заміж за Джунаїда Міандада, сина відомого пакистанського гравця у крикет Джавіда Міандада . У 2011 році його 24-річна доньчка Мехрін вийшла заміж за американця пакистанського походження Аюба . 25 вересня 2011 року його син Мойн одружився з Санією, дньчкою лондонського бізнесмена . Декілька членів його сім'ї, у тому числі брат Ікбал Каскар, живуть у Мумбаї . Дружину Давуда Ібрагіма звуть Мейріба Шейх .

## У популярній культурі
Давуд Ібрагім та очолювана ним ОЗУ D-Company були пов'язані з фінансуванням кіноіндустрії Боллівуду . У 1980-х і 1990-х роках низка боллівудських кіностудій і фільмів фінансувалася D-Company. У той час Давуд Ібрагім був пов'язаний з багатьма знаменитостями, включаючи учасницю конкурсу краси Аніту Аюб та боллівудську актрису Мандакіні. D-Company також відома здирством і погрозами, спрямованими проти боллівудських продюсерів і знаменитостей, і була причетна до вбивств боллівудських продюсерів Джаведа Сіддіка і Гулшана Кумара.
Фільм 2002 року "Розплата за все" та його продовження, що вийшло в 2005 році, а також фільми « Перестрілка в Локандвалі» (2007), «Одного разу в Мумбаї» (2010) та «Одного разу в Мумбаї 2» (2013) здебільшого засновані на діяльності D-Company . Фільм « Стрільба у Вадалі» (2013) заснований на сходженні D-Company у злочинному світі Індії. Біографічний кримінальний фільм « Хасіна Паркар» (2017) розповідає про сестру Давуда Ібрагіма — Хасіна Паркар.